# Ming-Na Wen
Ming-Na Wen (pinyin: Wēn Míng-Nà; Macao, 20 de noviembre de 1963) es una actriz estadounidense. Es más conocida por su papel de la agente Melinda May en la serie Agents of S.H.I.E.L.D. (desde el 24 de septiembre de 2013 al 12 de agosto de 2020). Como actriz de voz su papel más reconocido es el de la protagonista de la película Mulan. Desde 1995 a 2004 interpretó la doctora Jing-Mei Chen en la serie ER, de la cadena ABC. Actualmente interpreta a Fennec Shand en las series The Mandalorian y El libro de Boba Fett de Disney+, desde 2019.

## Biografía
Ming-Na, natural de Macao, a 64 km de Hong Kong, nació el 20 de noviembre de 1963.
Su familia emigró a Nueva York cuando ella tenía cuatro años. Cuando cumplió nueve años, su familia se trasladó a Pittsburgh y Ming-Na, que había comenzado a actuar en obras escolares, siguió actuando a lo largo del instituto y la universidad.
Se licenció con un título en teatro de la Universidad Carnegie Mellon.
Tras finalizar la universidad, la actriz se mudó a Nueva York, donde se metió de lleno en el mundo del teatro con Playwrights Horizons y el Ensemble Studio Theatre, del que sigue siendo miembro. Entre sus créditos teatrales figuran Redwood Curtain, Speed the Plow y Luck, Pluck & Virtue, entre otras.
Recientemente, Ming-Na ha hecho realidad uno de sus sueños de la infancia: actuar en Broadway donde consiguió un papel en la obra candidata a los premios Tony de David Henry Hwang, Golden Child, dirigida por James Lapine.
En 1986, la actriz fue la primera asiática en conseguir un papel fijo en una telenovela al encarnar a Lien Hughes en As the World Turns. Entre sus restantes créditos televisivos se incluyen: El soltero, Outreach, Inconceivable, George Lopez, Vanished y Dos hombres y medio, entre otros.
Uno de sus papeles más recordados es el de la estudiante de medicina y luego doctora Jing-Mei Chen, de la exitosa serie Urgencias (E.R.). Ming-Na interpretó dicho papel desde 1995 hasta 2004. 
En 2009 interpretó a Camile Wray en Stargate Universe, última producción de la franquicia Stargate.
En 1993, Ming-Na fue seleccionada para interpretar el papel de June en The Joy Luck Club; al año siguiente obtuvo un protagónico en la película basada en el videojuego del mismo nombre Street Fighter: La última batalla del año 1994, y más tarde, un papel junto a Wesley Snipes en Después de una noche (1997).
También prestó su voz para el personaje protagonista de Mulan (1998) y Mulan 2 (2004), además de dar voz a la protagonista de la aventura de animación infográfica Final Fantasy: la fuerza interior (2001). Ming-Na también puso voz a la inspectora Ellen Yin en la serie de animación The Batman.
Sus últimas actuaciones en cine fueron en el thriller de ciencia ficción Push (2009), y en la comedia We Got the Beat.
Interpretó a la agente Melinda May en la serie Agents of S.H.I.E.L.D. desde 2013 hasta 2020 y ha participado en las series The Mandalorian, Star Wars: The Bad Batch y El libro de Boba Fett como la asesina Fennec Shand.

## Vida personal
Ming-Na conoció a su actual esposo, el actor y guionista Eric Michael Zee, durante la premier de The Joy Luck Club. Inmediatamente comenzaron a salir y, cuando la actriz se mudó definitivamente a Los Ángeles, contrajeron matrimonio en 1995. Tienen dos hijos juntos, Cooper Dominic Zee y Michaela Zee.

## Carrera
El primer papel televisivo de Wen fue en la serie de televisión infantil Mister Rogers' Neighborhood en 1985. De 1988 a 1991, interpretó a Lien Hughes, la hija de Tom Hughes, en la telenovela As the World Turns. Después de protagonizar la aclamada película de 1993 The Joy Luck Club, consiguió el papel del Dr. Jing-Mei "Deb" Chen en la serie dramática ER de la NBC. Primero protagonizó un papel recurrente durante la temporada 1994-1995 antes de regresar en 1999 como una serie regular, permaneciendo en el programa hasta la mitad de la temporada 11 en 2004. Wen también interpretó a Chun-Li en Street Fighter: La última batalla y coprotagonizó en la comedia The Single Guy de 1995 a 1997.
Ella proporcionó la voz para el personaje principal en la película animada de 1998 Mulan, su secuela directa al video, Mulan 2, y el videojuego Kingdom Hearts II, que posteriormente ganó un Premio Annie. También puso voz a Aki Ross en la película animada por computadora Final Fantasy: La fuerza interior, y a la detective Ellen Yin en la serie animada The Batman. También fue la actriz de voz de Jade, un personaje secundario en la serie animada de HBO Spawn. 
En 2004, participó en un Hollywood Home Game en el World Poker Tour y ganó. En el otoño de 2005, protagonizó la serie dramática de NBC Inconceivable como el personaje principal, Rachel Lu. Sin embargo, la serie fue cancelada después de solo dos episodios. Su siguiente papel en la televisión fue un agente del FBI en la serie dramática de secuestro de Fox Vanished, que se estrenó en el otoño de 2006 y luego fue cancelada aproximadamente tres meses después. También desempeñó un pequeño papel como profesora universitaria en la serie de comedia George Lopez.
Del 8 al 29 de octubre de 2007, Wen (presentada como Ming Wen) apareció en un arco de cuatro episodios de Dos hombres y medio de CBS, interpretando el interés amoroso de Charlie Sheen, una jueza más cercana a su edad. En noviembre de 2008, actuó como invitada en dos series de ABC: Private Practice y Boston Legal. Del 5 al 6 de diciembre de 2008, Wen protagonizó una producción benéfica del musical Grease con "Stuttering" John Melendez en el Class Act Theatre. 

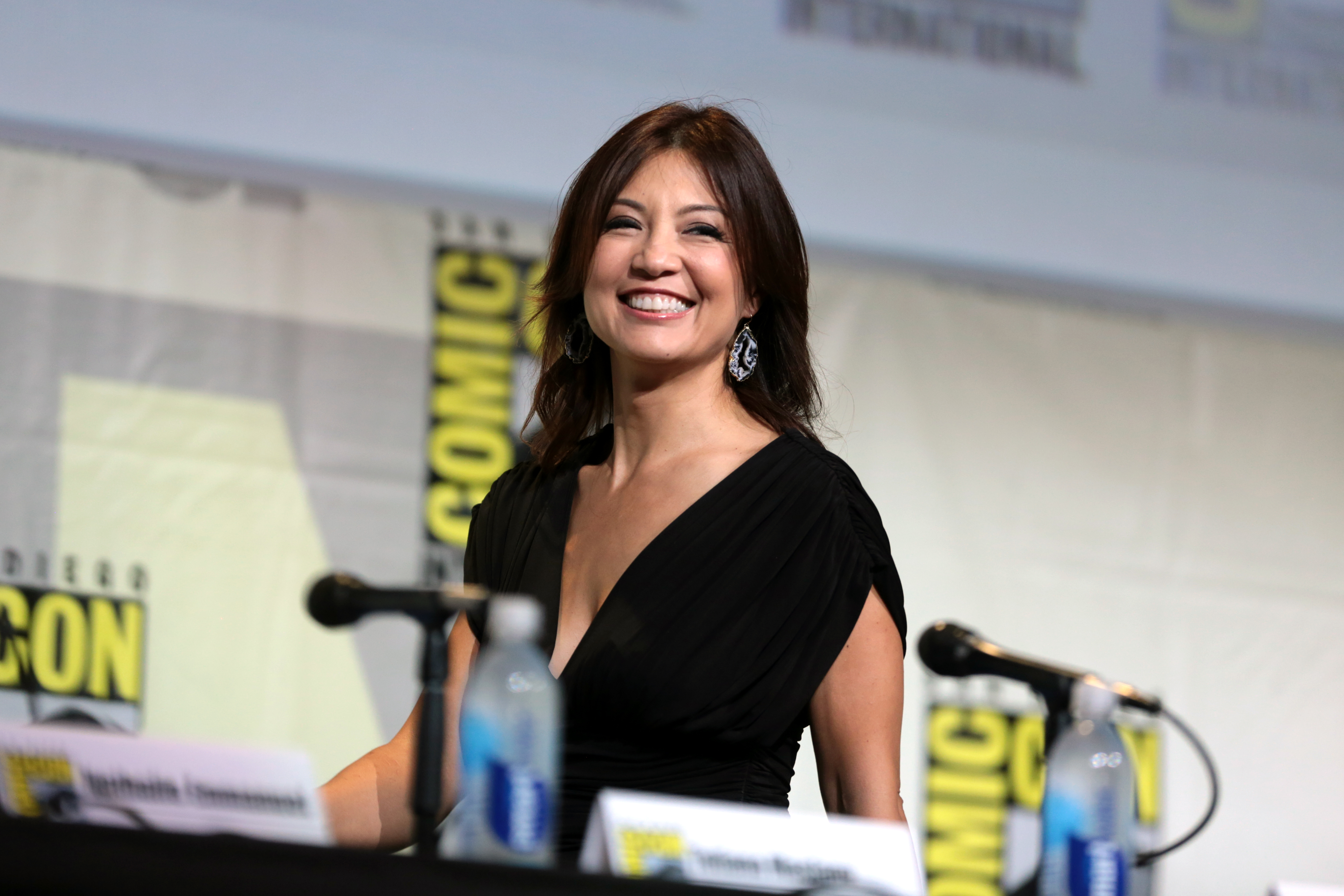
Wen en la San Diego Comic Con 2016

Fue elegida regularmente en la serie de televisión Stargate Universe como la agregado política Camile Wray desde octubre de 2009 hasta mayo de 2011. Wen hizo una aparición en Disney Through the Decades, un breve documental sobre la historia de The Walt Disney Company hasta el presente, como la anfitriona de la sección de los años 1990.
Wen apareció en la serie Syfy Eureka como la curiosa senadora estadounidense Michaela Wen, comenzando en la cuarta temporada en 2011 y sirviendo como un villano importante en la quinta y última temporada en 2012. Wen interpreta a la agente Melinda May en la serie dramática de acción de ABC Agents of S.H.I.E.L.D., que se estrenó el 24 de septiembre de 2013. En agosto de 2014, Wen repitió su papel de Mulan por primera vez desde Kingdom Hearts II en la serie de Disney Channel Sofia the First. Su hija Michaela Zee tiene un papel recurrente en el programa como Princesa Jun. El 7 de diciembre de 2017, Marvel Entertainment lanzó una nueva franquicia de películas de animación Marvel Rising: Guerreros Secretos. Wen dio voz a Hala the Accuser, la principal antagonista de la película, trabajando con Chloe Bennet, su compañera de reparto en Agentes de S.H.I.E.L.D. Ese mismo año, proporcionó una vez más la voz a Mulan en Ralph Breaks the Internet. Fue nombrada Leyenda de Disney en la Expo D23 de 2019 por sus destacadas contribuciones a la compañía Disney. También se anunció que era miembro del reparto de la serie de televisión de Star Wars The Mandalorian, convirtiéndola en la única intérprete que ha aparecido en las tres propiedades más lucrativas de Disney.

## Filmografía

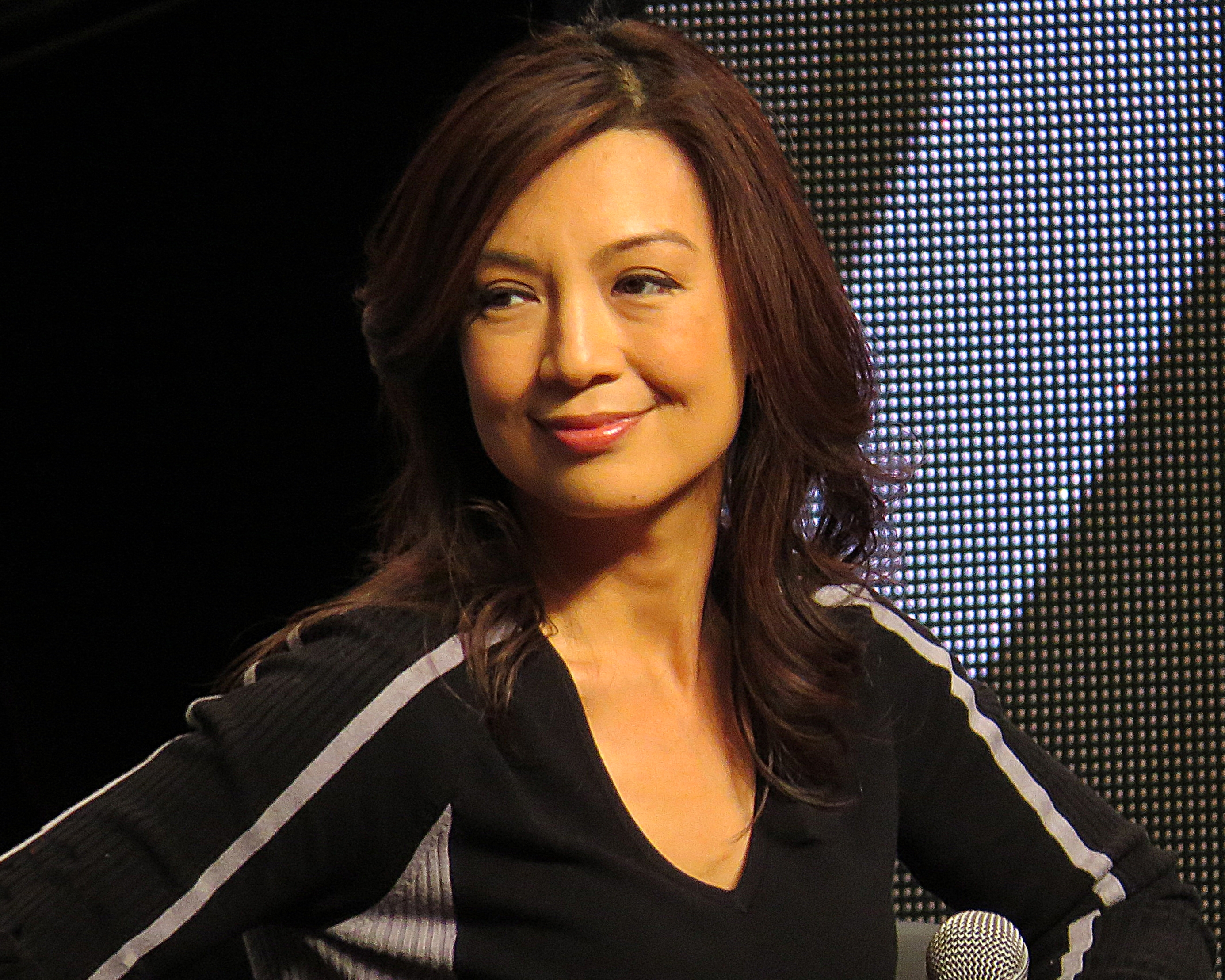
Ming-Na Wen

### Televisión

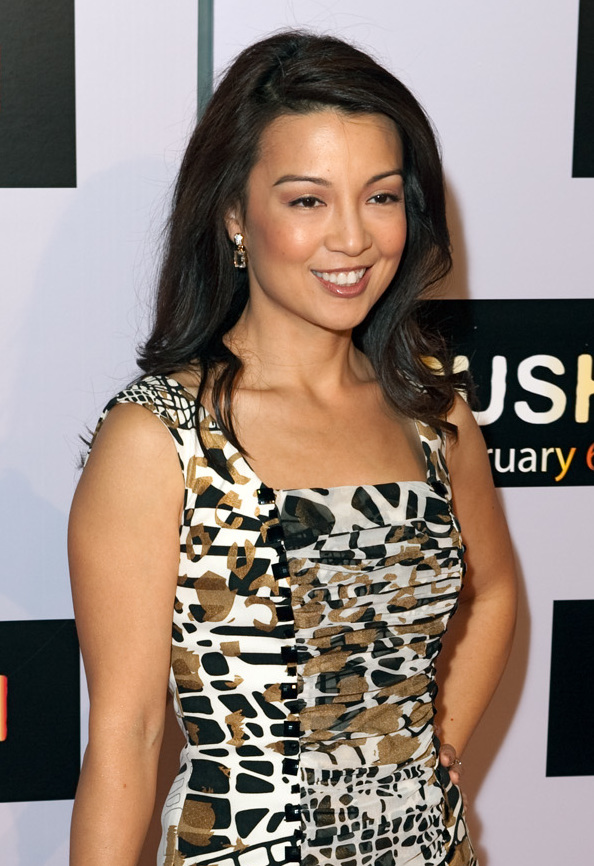
Ming-Na en el estreno de Push (enero de 2009).

| Año           | Título                                          | Rol                                | Notas                                                              |
| ------------- | ----------------------------------------------- | ---------------------------------- | ------------------------------------------------------------------ |
| 1985          | Mister Rogers' Neighborhood                     | Royal Trumpeter                    | 2 episodios                                                        |
| 1987          | Another World                                   | Abby                               | 1 episodio                                                         |
| 1988–1991     | As the World Turns                              | Lien Hughes                        | Del 20 de febrero de 1998 a mayo de 1991                           |
| 1993          | Blind Spot                                      | Mitsuko                            | Telefilme                                                          |
| 1994          | All-American Girl                               | Amy                                | Episoidio: "Redesigning Women"                                     |
| 1994          | Vanishing Son II                                | Mai                                | Telefilme                                                          |
| 1994          | Vanishing Son IV                                | Mai                                | Telefilme                                                          |
| 1994          | Street Fighter                                  | Chun Li                            | Protagonista, película                                             |
| 1995–2004     | ER                                              | Dra. Jing-Mei "Deb" Chen           | 118 episodios                                                      |
| 1995–1997     | The Single Guy                                  | Trudy                              | 43 episodios                                                       |
| 1997          | Happily Ever After: Fairy Tales for Every Child | Lani (voz)                         | Episodio: "Puss in Boots"                                          |
| 1998          | Tempting Fate                                   | Ellen Moretti                      | Telefilme                                                          |
| 1998–1999     | Todd McFarlane's Spawn                          | Jade / Lisa Wu (voz)               | 5 episodios                                                        |
| 2002          | I Got You                                       | Kaila                              | Unsold ABC pilot                                                   |
| 2002          | House of Mouse                                  | Fa Mulan (voz)                     | Episodio: "Salute to Sports"                                       |
| 2004          | The Adventures of Jimmy Neutron: Boy Genius     | Princesa Guan Qi "Peggy" Tsu (voz) | Episodio: "The Great Egg Heist/The Feud"                           |
| 2004–2005     | The Batman                                      | Detective Ellen Yin (voz)          | 16 episodios                                                       |
| 2004          | Law & Order: Special Victims Unit               | Li Mei                             | Episodio: "Debt"                                                   |
| 2005          | Robot Chicken                                   | Mary-Kate Olsen (voz)              | Episodio: "Kiddie Pool"                                            |
| 2005          | Inconceivable                                   | Rachel Lu                          | 9 episodios                                                        |
| 2006          | George Lopez                                    | Profesora Tracy Lim                | 2 episodios                                                        |
| 2006          | Vanished                                        | Lin Mei                            | 13 episodios                                                       |
| 2007          | American Masters                                | Narrador (voz)                     | Episodio: "Novel Reflections: The American Dream"                  |
| 2007—2010     | Dos hombres y medio                             | Juez Linda Harris                  | 5 episodios                                                        |
| 2008—2013     | Phineas y Ferb                                  | Dr. Hirano (voz)                   | 2 episodios                                                        |
| 2008          | Private Practice                                | Kara Wei                           | Episodio: "Let It Go"                                              |
| 2008          | Boston Legal                                    | Ming Wang Shu                      | Episodio: "Roe"                                                    |
| 2009          | Ni Hao Kai-Lan                                  | Gu Nai Nai (voz)                   | 1 episodio                                                         |
| 2009–2011     | Stargate Universe                               | Camile Wray                        | 31 episodios                                                       |
| 2011–2012     | Eureka (serie de televisión)                    | Senadora Michaela Wen              | 7 episodios                                                        |
| 2011          | Celebrity Ghost Stories                         | Ella misma                         | Episodio: "Keshia Knight Pulliam, Ming-Na, Chi McBride, Mia Tyler" |
| 2012          | Adventure Time                                  | Madre de Farmworld Finn (voz)      | 2 episodios                                                        |
| 2013          | Nashville                                       | Calista Reeves                     | Episodio: "You Win Again"                                          |
| 2013–2020     | Agents of S.H.I.E.L.D.                          | Agente Melinda May                 | 116 episodes                                                       |
| 2014          | Sofia the First                                 | Fa Mulan (voz)                     | Episodio: "Princesses to the Rescue"                               |
| 2017–2018     | Milo Murphy's Law                               | Savannah (voz)                     | 7 episodios                                                        |
| 2017          | Fresh Off The Boat                              | Stephanie                          | Episodio: "The Flush"                                              |
| 2017–2018     | Sofia the First                                 | Vega (voz)                         | 5 episodios                                                        |
| 2018          | Escandalosos                                    | Ranger Zhao (voz)                  | Episodio: "Ranger Games"                                           |
| 2018          | Guardians of the Galaxy                         | Phyla the Accuser (voz)            | 4 episodios                                                        |
| 2018          | Marvel Rising: Secret Warriors                  | Hala the Accuser (voz)             | Cortometraje animado                                               |
| 2018–2019     | Hot Streets                                     | Soo Park (voz)                     | 6 episodios                                                        |
| 2018–2019     | Fresh Off The Boat                              | Elaine                             | 2 episodios                                                        |
| 2019          | Marvel Rising: Heart of Iron                    | Hala the Accuser (voz)             | Cortometraje animado                                               |
| 2019          | Mao Mao: Heroes of Pure Heart                   | Tanya Keys (voz)                   | Episodio: "Meet Tanya Keys"                                        |
| 2019—2020     | The Mandalorian                                 | Fennec Shand                       | personaje recurrente, serie de TV Disney+ (4 episodios)            |
| 2020          | Awkwafina Is Nora from Queens                   | Sandra                             | 2 episodios                                                        |
| 2020          | Transformers: Siege                             |                                    |                                                                    |
| 2021          | Star Wars: The Bad Batch                        | Fennec Shand (voz)                 | [ 1 ]                                                              |
| 2021—presente | The Book of Boba Fett                           | Fennec Shand                       | Personaje Principal, serie de TV Disney+                           |

### Cine
| Año  | Título                            | Rol                 | Notas        |
| ---- | --------------------------------- | ------------------- | ------------ |
| 1993 | Rain Without Thunder              | "Uudie" prisonera   |              |
| 1993 | The Joy Luck Club                 | Jing-Mei "June" Woo |              |
| 1994 | Terminal Voyage                   | Han                 |              |
| 1994 | Hong Kong 97                      | Katie Chun          |              |
| 1994 | Street Fighter                    | Chun-Li Zang        |              |
| 1997 | One Night Stand                   | Mimi Carlyle        |              |
| 1998 | Mulan                             | Fa Mulan (voz)      |              |
| 1998 | 12 Bucks                          | Gorgeous            |              |
| 2001 | Final Fantasy: The Spirits Within | Dra. Aki Ross (voz) |              |
| 2002 | A Ribbon of Dreams                | Mei-Ling (voz)      |              |
| 2002 | Teddy Bears' Picnic               | Katy Woo            |              |
| 2005 | Mulan 2                           | Fa Mulan (voz)      |              |
| 2005 | Perfection                        | Woman               | Cortometraje |
| 2008 | Prom Night                        | Dra. Elisha Crowe   |              |
| 2009 | Heroes                            | Emily Wu            |              |
| 2010 | BoyBand                           | Judy Roberts        |              |
| 2012 | Super Cyclone                     | Dra. Jenna Sparks   |              |
| 2013 | April Rain                        | Hillary             |              |
| 2016 | The Darkness                      | Wendy               |              |
| 2018 | Ralph Breaks the Internet         | Fa Mulan (voz)      |              |
| 2020 | Mulan                             | Actriz invitada     |              |

### Series web
| Año  | Título                            | Rol                        | Notas       |
| ---- | --------------------------------- | -------------------------- | ----------- |
| 2015 | Parallel Man: Infinite Pursuit    | Mayor Mackenzie Cartwright | Voz         |
| 2016 | Agents of S.H.I.E.L.D.: Slingshot | Agente Melinda May         |             |
| 2020 | 50 States of Fright               | Susan                      | 3 episodios |

### Videojuegos
| Año  | Título                          | Rol                | Notas |
| ---- | ------------------------------- | ------------------ | ----- |
| 1995 | Street Fighter: The Movie       | Chun-Li            | Voz   |
| 1999 | Disney's Story Studio: Mulan    | Fa Mulan           | Voz   |
| 2005 | Disney's Story Studio: Mulan II | Fa Mulan           | Voz   |
| 2006 | Kingdom Hearts II               | Fa Mulan           | Voz   |
| 2015 | Disney Infinity 3.0             | Fa Mulan           | Voz   |
| 2016 | Lego Marvel's Avengers          | Agente Melinda May | Voz   |
| 2016 | Disney Magic Kingdoms           | Fa Mulan           | Voz   |